# 赵园 (常熟)
赵园位于中国江苏省苏州常熟市城区西南隅翁府前，与曾园相邻。
赵园与曾园最初同为明万历年间御史钱岱别业“小辋川”旧址。
清嘉庆、道光年间，赵园为邑人吴峻基所有，初名水壶园，又名水吾园。同治、光绪年间，园归阳湖县赵烈文，门额“静圃”，俗称赵吾园。民国后，赵园归盛宣怀，更名宁静莲社。
赵园环池而筑，以虞山为借景，山色入园。周围长廊，设置漏窗。
　　
1952年至1992年，赵园和相邻的曾园先后由常熟县师范学校、苏州师范专科学校等使用，以水池为中心的园景主体仍大体保持完整。1995年完成首期重修工程，对外开放，两园连为一体。
2006年6月5日，赵园-曾园公布为第六批江苏省文物保护单位。现存状况良好。